# 一志茂樹
一志 茂樹（いっし しげき、 1893年11月12日 - 1985年2月27日）は日本の郷土史家、教育者。

## 経歴
長野県北安曇郡社村（現大町市）生まれ。旧制大町中学（長野県大町高等学校）を経て、1914年長野師範学校卒業。長野県下の小学校に33年間在職した。
1927年北安曇郡教育会郷土調査主任となり「北安曇郡郷土誌稿」の編纂に従事し、信濃教育会幹事、「長野県史」編纂会委員などを歴任。1942年信濃史学会を再興し主幹を務め、機関誌「信濃」を引き継いで編集発行し、「信濃史料」全30巻や「新編信濃史料叢書」全19巻を編纂して完成させるなど、長野県の郷土史研究に多大な貢献を果たした。1961年に「古代東山道の研究」により、國學院大學から文学博士の学位を授与される。1966年紫綬褒章受章。1976年長野県文化財保護審議会長を務め、平出遺跡の発掘にあたった。また平凡社の『日本歴史地名大系 20 長野県の地名』の監修を務めた。

## 著書
- 「美術史上より見たる仁科氏の研究」
- 「信濃国御厨史料とその考察」
- 「歴史のこころ」
- 「古代東山道の研究」
- 「地方史に生きる」